# 细胞骨架

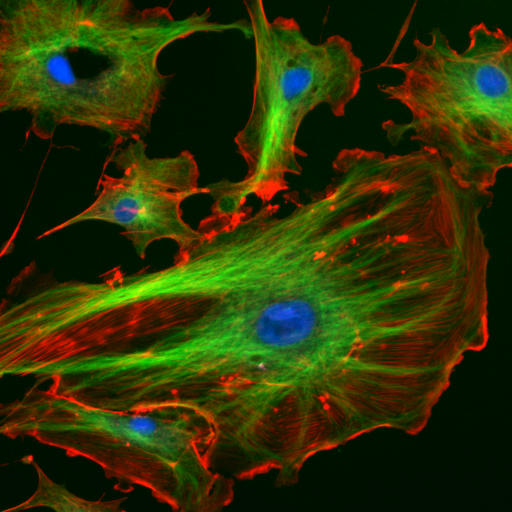
真核生物细胞骨架。肌动蛋白微丝被显示成红色，微管被显示成绿色，细胞核被显示成蓝色。

细胞骨架（英語：Cytoskeleton）一般是指细胞内細胞質中的由蛋白质构成的纤维的网络结构。它是一个动态结构，其中有一部分是不断的被破坏，更新或新建的，有些细胞可以通过骨架的破坏和重建运动（尺蠖运动）。
在生命的所有生物领域（古菌，细菌，真核生物）的细胞里都有细胞骨架被发现（特别是在所有真核细胞，包括人类，动物和植物细胞，甚至於噬菌體中都有細胞骨架被發現）。不同生物体的细胞骨架系统是由相似的蛋白质组成。但是，细胞骨架的结构，功能和动态行为可以是非常不同的，这取决于生物体和细胞类型。类似地，在同一细胞类型内细胞骨架的结构，动态行为和功能可以通过与其他蛋白质和网络的以前的历史关联发生变化。
细胞骨架的发现较晚，主要是因为一般電子顯微鏡制样采用低温（0-4℃）固定，而细胞骨架会在低温下解聚。直到20世纪60年代后，采用戊二醛常温固定，才逐渐认识到细胞骨架的客观存在。真核细胞借以维持其基本形态的重要结构，被形象地称为细胞骨架，它通常也被认为是广义上细胞器的一种。
细胞骨架不仅在维持细胞形态，承受外力、保持细胞内部结构的有序性方面起重要作用，而且还参与许多重要的生命活动，如：在细胞分裂中细胞骨架牵引染色体分离，在细胞物质运输中，各类小泡和细胞器可沿着细胞骨架定向转运；在肌肉细胞中，细胞骨架和它的结合蛋白组成动力系统；在白细胞（白血球）的迁移、精子的游动、神经细胞轴突和树突的伸展等方面都与细胞骨架有关。另外，在植物细胞中细胞骨架指导细胞壁的合成。
通过细胞骨架运行的一个大规模的例子是肌肉收缩。在肌肉收缩期间，肌肉的每一个细胞内肌球蛋白分子马达在并行肌动蛋白微丝上集体产生力量。这个行动收缩肌肉细胞，并通过在许多肌肉细胞的同步过程，收缩整个肌肉。

## 真核细胞骨架

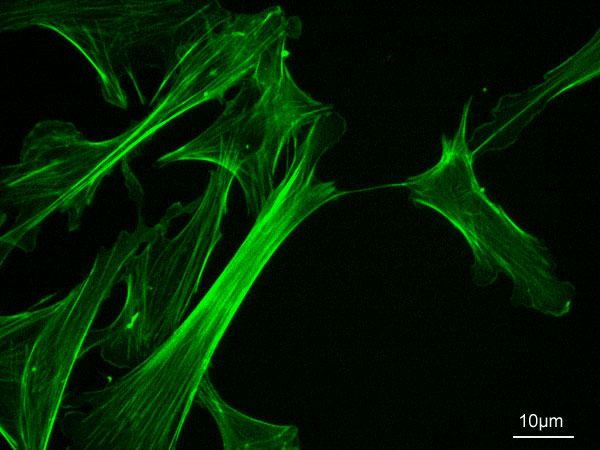
小鼠胚胎成纤维细胞的肌动蛋白细胞骨架（鬼笔环肽染色）

### 微管

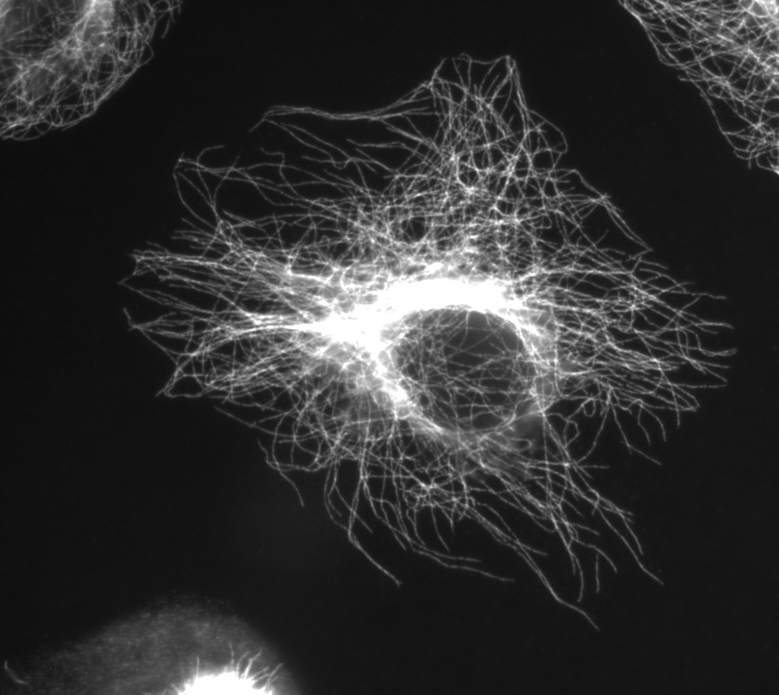
凝胶固着细胞的微管

微管可在所有哺乳类动物细胞中存在，除了红细胞（紅血球）外，所有微管均由约55kDa的α及β微管蛋白组成。它们正常时以异二聚体形式存在。并以头尾相连的方式聚合，形成微管蛋白原纤维（protofilament），一般由13根这样的原纤维构成一个中空的微管，直径22~25nm。少數變異的微管如線蟲等所有的則有其他數目的原纖維。微管确定膜性细胞器（membrane-enclosed organelle）的位置和作为膜泡运输的导轨。微管是細胞骨架的架構主幹，並也是某些胞器的主體，例如中心粒就是由9组3联微管組成的構造，而真核生物的纖毛與鞭毛也是由以微管为9+2结构，即由9个二联微管和一对中央微管构成，其中二联微管由AB两个管组成，A管由13条原纤维组成，B管由10条原纤维组成，两者共用5条。A管对着相邻的B管伸出两条动力蛋白臂，并向鞭毛中央发出一条辐。基体的微管组成为9+0，并且二联微管被三联微管所取代，结构类似于中心粒。組成的轴丝為主體。
从各种组织中提纯微管蛋白可以发现还存在一些其他蛋白成分（5%-20%），称之谓微管相关蛋白。这些蛋白具有组织特异性，表现出从相同αβ二聚体聚合形成的微管具有独特的性质，已从人类不同组织中发现了多种α及β微管蛋白，并追踪微管基因表现出部分基因家族，某些基因被认为是编码独特的微管蛋白。
微管形成的有些结构是比较稳定的，是由于微管结合蛋白的作用和酶修饰的原因。如神经细胞轴突、纤毛和鞭毛中的微管纤维。大多数微管纤维处于动态的聚合和灾变（一種突然的，迅速的，一般不可逆转的分解）状态，这是实现其功能所必需的性质（如纺锤体）。與秋水仙素结合的微管蛋白可加合到微管上，並阻止其他微管蛋白單體繼續添加，進而破壞紡錘體的結構，長春花鹼具有類似的功能。紫杉酚（taxol），能促進微管的聚合，并使已形成的微管穩定，然而這種穩定性会破壞微管的正常功能。這些药物可以利用破壞微管功能以阻止细胞分裂，成為癌症治療的新希望。重水亦有阻止微管解聚而破坏微管功能之作用，但其机理在于完全排除了所需的微量普通水。这需要连续几天摄入完全是重水的水，因而实用价值不大。重水本身对细胞并无毒害。
在人类至少发现两种明显区别的α-微管蛋白及三种明显区别的β-微管基因，它们产生具有特定功能的微管蛋白mRNA，由于这些编码在结构组分上十分近似蛋白质分子，在不同组织存在多少特异性的具有差异表达的微管蛋白亚型，尚待深入研究。
除了α-與β-微管蛋白有編碼相似的不同變異型，近幾年來又發現了多種編碼差異更大的新的微管蛋白，形成不同的基因家族。其中γ微管蛋白位於細胞內的微管組織中心（microtubule organizing center, MTOC），是用以提供α及β微管蛋白進行聚合反應形成微管的起始核心。而δ與ε則被認為與中心粒的結構與形成有關。其他尚有η, ζ, θ等等多種變異，不過通常僅存在少數幾種真核單細胞生物如原蟲或纖毛蟲裡，可能跟這些生物獨特的結構與生理習性有關，進一步詳情仍待研究。

### 微丝
微丝也普遍存在于所有真核细胞中，是一个实心状的纤维，一般细胞中含量约占细胞内总蛋白质的1%-2%，但在活动较强的细胞中可占20%-30%。在一般細胞主要分佈於細胞的表面，直接影響細胞的形狀。微丝具有多种功能，在不同细胞的表现不同，在肌细胞组成粗肌丝、细肌丝，可以收缩（收缩蛋白），在非肌细胞中主要起支撑作用、非肌性运动和信息传导作用。
微絲主要由肌動蛋白構成，和一種分子馬達蛋白肌球蛋白一起作用，使細胞運動。它們參與細胞的變形蟲運動、植物細胞的細胞質流動與肌肉細胞的收縮：

#### 植物細胞的細胞質流動
微絲中的肌動蛋白與肌球蛋白在細胞質形成三維的網路體系。肌動蛋白位於外質，肌球蛋白位於內質。肌球蛋白連結著細胞質顆粒，由ATP供給能量，肌球蛋白與細胞質顆粒的結合體沿著actin filament滑動，從而帶動整個細胞質的環流。

#### 變形蟲運動
變形蟲運動（阿米巴運動）是肌肉細胞的收縮。如同微管蛋白，肌動蛋白的基因组成一个蛋白質超家族，並組成多種極為相似的結構。例如，各種肌肉細胞有不同的肌動蛋白：
1. 骨骼肌的條紋纖維；
2. 心肌的条纹纤维；
3. 血管壁的平滑肌；
4. 胃腸道壁的平滑肌。它们在氨基酸组分上有微小的差异（大约在400个氨基酸残基序列中有4-6个变异），在肌肉与非肌细胞中都还存在β及γ肌动蛋白，它们与具有横纹的α肌动蛋白可有25个氨基酸的差异。

含ATP的G-肌动蛋白單體可聚合为含ADP的呈纤维状的F-肌動蛋白，它們可由Mg2+及高浓度的K+或Na+誘導而聚合，聚合後ATP水解為ADP及C-肌动蛋白ADP單体，組成F-肌動蛋白。在骨骼肌的細肌絲（thin filament，由肌動蛋白構成）與粗肌絲（thick filament，由肌球蛋白構成）相互作用而使肌肉收縮（肌球蛋白可以起作肌动蛋白激活的ATP酶的作用）。肌球蛋白也存在于哺乳动物的非肌细胞中（但以非聚合状态存在）。

### 中间纤维

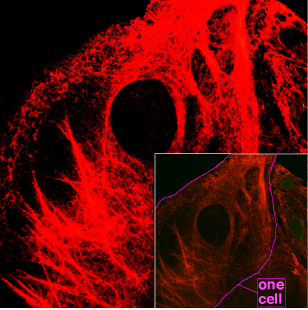
显微镜下的细胞内角蛋白丝

细胞骨架的第三种纤维结构称中等纤维或中间纤维，又称中间丝，为中空的骨状结构，直径介于微管和微丝之间，其化学组成比较复杂，在不同细胞中，成分变化较大。中间纤维使细胞具有张力和抗剪切力。中间纤维有共同的基本结构，即构建成一个中央α螺旋杆状区，两侧则是大小和化学组成不同的端区。端区的多样性决定了中间纤维外形和性质的差异和特异性。
以上这些结构单元并非是一成不变的，而是随细胞的生命活动而呈现高度的动态性，它们均由单体蛋白以较弱的非共价键结合在一起，构成纤维型多聚体，很容易进行组装和去组装，这正是实现其功能所必需的特点。

### 其他蛋白
不仅如此，细胞骨架还包含有很多结构单元的附属蛋白质，比如：

#### 与微丝相互作用的蛋白
- 分子马达：肌球蛋白
- 核化蛋白：Arp2/3複合體、成型
- 结合蛋白：黏著斑蛋白（英语：vinculin）、絲切蛋白（英语：cofilin）、抑絲蛋白（英语：Profilin）、原肌球蛋白（英语：tropomyosin）等

#### 与微管相互作用的蛋白
- 动力蛋白：驅動蛋白、動力蛋白

广义的细胞骨架还包括核骨架（nucleoskeleton）、核纤层和细胞外基质，形成贯穿于细胞核、细胞质至细胞外的一体化网络结构。

## 原核细胞骨架
细胞骨架曾经被认为是仅仅是真核细胞的特征，但同源的真核细胞骨架所有主要蛋白在原核细胞已被发现。虽然进化关系是如此遥远，他们从蛋白质序列比较单独不是显而易见，它们的三维结构和类似的功能，在维持细胞形状和极性的相似度提供了强有力的证据表明，真核的和原核的细胞骨架是真正同源的。但是，细菌细胞骨架中的某些结构可能还没有被识别。

### FtsZ
FtsZ是第一个被发现的原核细胞骨架蛋白，组装在接下来会发生细胞分裂，形成隔板的Z-环上，类似真核生物的肌动蛋白-肌球蛋白收缩环。

## 参看
- 细胞
- 细胞器
- 微丝